# Staphylaea nucleus
Staphylaea nucleus là một loài ốc biển, là động vật thân mềm chân bụng sống ở biển trong họ Cypraeidae, họ ốc sứ.
Có một phân loài: Staphylaea nucleus madagascariensis (Gmelin, 1791) (đồng nghĩa: Cypraea madagascariensis Gmelin, 1791) (common name: the wrinkled cowrie). This subspecies is distributed ở Ấn Độ Dương dọc theo Kenya, Madagascar và Tanzania.

## Phân bố
Chúng phân bố ở Biển Đỏ và dọc theo các lục địa của Ấn Độ Dương bao gồm: Aldabra, Chagos, Kenya, Madagascar,vùng bể Mascarene, Mauritius, Réunion, Seychelles, Somalia và Tanzania.

## Hình ảnh

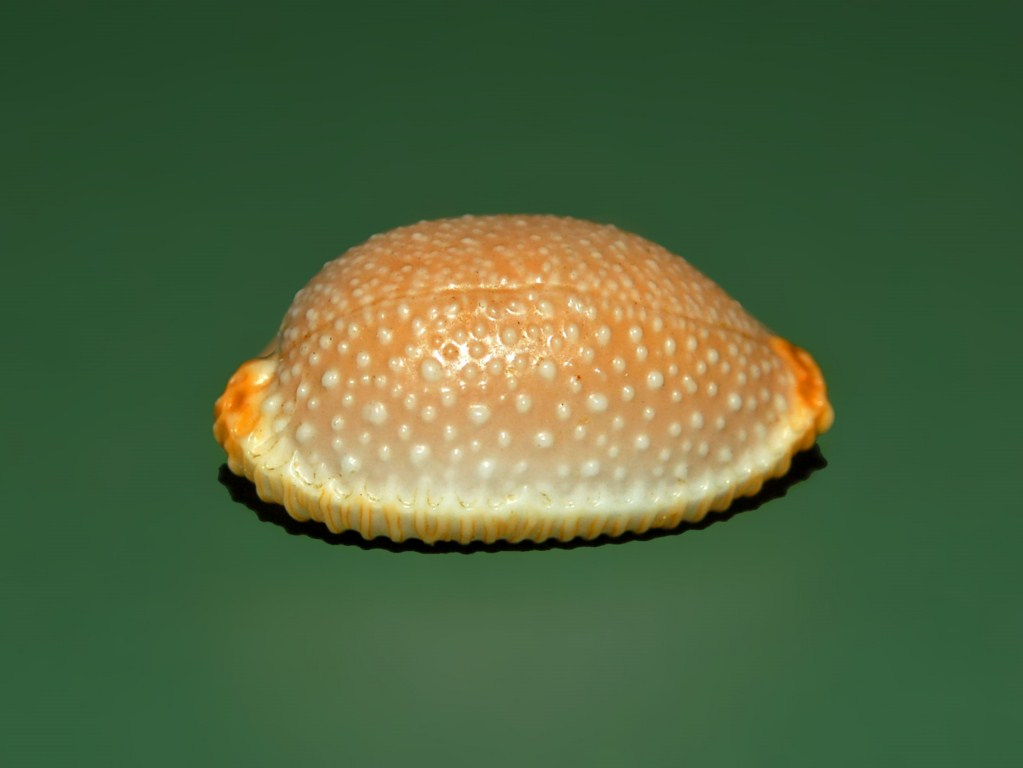
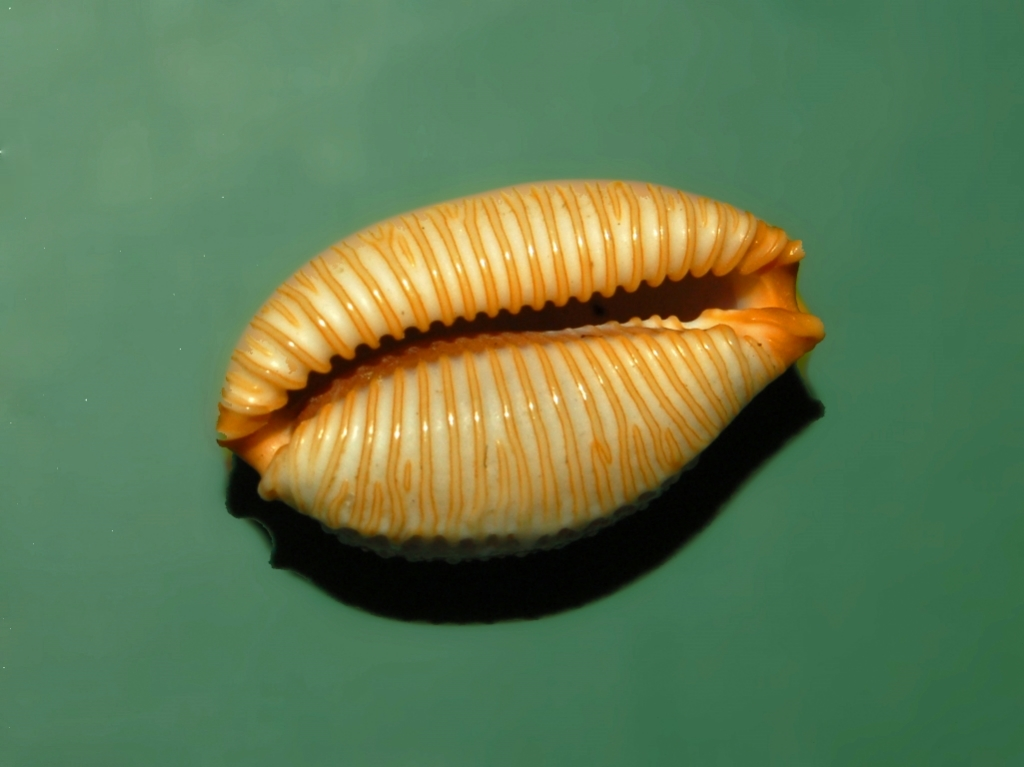